# 장민경
장민경(1983년 12월 1일 ~ )은 대한민국의 (前)가수, 영화배우이다. (前)예명은 윤미조이다.

## 학력
- 세종대학교 영화예술학과

## 작품

### 영화
- 2000년 비밀 - 미조 역

## 진행
- 2007년 ~ 2008년 OGN(구 온게임넷) 오르카투나잇[1]

## 같이 보기
- 백보람
- 손예진